# Az ezüsttrón
Az ezüsttrón (The Silver Chair) C. S. Lewis regénysorozatának, a Narnia krónikáinak hatodik kötete. 1953-ban jelent meg, mint negyedik kötet, de később még a szerző írt két kötetet, mely időrendileg előbb játszódik, mint Az ezüsttrón cselekménye. A könyvből megismerhetjük Eustace és Jill kalandját Narnia birodalmában. Magyarul először a Szent István Társulatnál jelent meg a mű K. Nagy Erzsébet fordításában, 1993-ban, majd Liszkay Erzsébet fordításában, 2006-ban az M&C Kiadónál.

## Cselekmény
Nem telt el egy év sem a földi gyerekek legutóbbi narniai látogatása óta. A Kísérleti Tanoda tornaterme mögött Eustace Scrubb sétál, amikor találkozik Jill Pole-lal. Elmeséli neki narniai látogatását, s úgy döntenek megpróbálják Aslan segítségét kérni, hogy eljuthassanak Narniába. Ekkor azonban az iskola idősebb diákjai rájuk törnek, s meg akarják őket verni. De Jill és Eustace a menekülés közben egy különös, új helyre kerülnek: Narniába. Egy magas szirt tetején találják magukat. Jill felvágásból lenéz a szirt tetejéről, de a segítségére siető Eustace leesik. Azonban feltűnik egy oroszlán, aki a leheletével elfújja Eustacet. Jill beszél Aslannal, az oroszlánnal. Aslan elmondja neki, azért hívta őket, hogy találják meg a király elveszettnek hitt fiát, Rilian herceget. Útmutatásul Jillnek négy jelet ad, majd őt is elfújja Narniába.
Eustace és Jill akkor érkezik Narniába, amikor a király, X. Caspian elhajózik. Jill rájön, hogy elhibázta az első jelet: Eustacenak beszélni kellett volna Caspiannal. De megismerkednek Csillámtollal, a bagollyal, aki segít nekik eljutni az északi mocsárig. Ott találkoznak Borongánnyal, a mocsári flangával. A flanga segítségével elindulnak az óriások romvárosába, ahova Aslan útmutatása miatt menniük kell. Átvágnak Böhömpusztán, a vad óriások pusztáján. Egy folyóhoz érkeznek. Találnak rajta hidat, de mikor átérnek rajta, találkoznak a Zöld Palástos hölggyel, s néma lovag társával. A hölgy elmondja nekik, hogy szerinte Harfangba, a kevésbé vad óriások városába kellene menniük. A flanga és a gyerekek útra is kelnek Harfangba. A két gyereket szinte megbabonázza a puha ágy, a forró leves közeledése, így mindenáron el akarnak oda jutni, s lassan Aslan útmutatását is elfelejtik.
Harfangtól nem messze egy hatalmas dombot találnak, ahol hatalmas árkok, s sziklák vannak, de nem érdekli őket, és elmennek Harfangba. Az óriások városában szívesen fogadják őket, s ők megpihennek. Azonban hamar rájönnek, hogy az óriások valójában meg akarják enni őket, a másnapi mulatságon. Azt is észreveszik, hogy az előző napi domb valójában az óriások romvárosa. Eszükbe jutnak Aslan jelei, és rádöbbennek, hogy a másodikat és a harmadikat is elhibázták. Gyorsan meg is akarnak szökni, de észreveszik őket. A dombokhoz futnak, s ott elrejtőznek egy nagyobb barlangban. A barlangban, a teljes sötétségben véletlenül lezuhannak a mélységbe. De ott rájuk találnak több száz apró, koboldszerű lények, a rögmókok. A rögmókok elvezetik őket a birodalmukba.
Egy teljes város tárul a szemük elé. Házakkal, kastéllyal, utcákkal. A rögmókok elvezetik őket a kastélyba, ahol találkoznak a palástos hölgy társával, a lovaggal. Kiderül nem néma. A lovag elmondja nekik, hogy a Zöld Palástos Hölgy az uralkodója a föld alatti birodalomnak, s éppen egy fennvilági ország megtámadását készíti elő. De a lovagnak -elmondása szerint- rohamai vannak, s olyankor előtör belőle egy vad személy. De a vad személy, valójában nem más, mint X. Caspian fia, Rilian. Kiszabadítják. Ekkor azonban hazaérkezik a Hölgy. Bűbájai segítségével megpróbálja megbabonázni őket, azonban Borongány éber marad, és elpusztítja a varázslatot. A Zöld Hölgy megtámadja Riliant, azonban együttes erővel megölik őt. Útra kelnek Narnia felé, de a Zöld Ruhás Hölgy elpusztítása miatt a birodalom kezd összedőlni. A rögmókok észhez térnek, s rájönnek, hogy a Boszorkány tartotta hatalmában őket, s visszatérnek a saját világukba.
Rilianban erős a kísértés, hogy felfedezze a lenti világokat, de uralkodik magán. A Hölgy alagutat ásatott, hogy megtámadhasson egy birodalmat, s most ezen az alagúton át távoznak a gyerekek, Borongány és Rilian. Kiderül, hogy a birodalom, melyet meg akart támadni a gonosz, Narnia volt, így hőseink visszajutnak Narniába. Az idős király visszatér hajóútjáról, azonban már haldoklik, s utolsó tetteként megáldja a visszatérő fiát, Riliant. Jillt, és Eustacet, Aslan magához szólítja, s a gyerekek újra a szirt tetején találják magukat, mely valójában Aslan birodalma. Caspian is ott van már. Az oroszlán elmondja a gyerekeknek, hogy már csak egyszer térnek vissza, akkor ott maradhatnak. Négyen együtt visszatérnek a gyerekek világába, elintézik a felsős diákokat, de utána Caspian és Aslan visszamennek a saját világukba.

## Szereplők

### Főszereplők
- Eustace Scrubb
- Jill Pole
- Aslan
- Borongány
- Rilian, X. Caspian fia

### Mellékszereplők
- Zöld Palástos hölgy
- X. Caspian
- Csillámtoll
- Golg, a rögmók

## Magyarul
- Az ezüsttrón; ford. Liszkay Szilvia; M&C Kft., Bp., 2006 (Narnia krónikái)